# Municipio de Palmyra (Minnesota)
El municipio de Palmyra (en inglés: Palmyra Township) es un municipio ubicado en el condado de Renville en el estado estadounidense de Minnesota. En el año 2010 tenía una población de 179 habitantes y una densidad poblacional de 1,91 personas por km².

## Geografía
El municipio de Palmyra se encuentra ubicado en las coordenadas 44°40′24″N 94°48′47″O / 44.67333, -94.81306. Según la Oficina del Censo de los Estados Unidos, el municipio tiene una superficie total de 93.9 km², de la cual 93,9 km² corresponden a tierra firme y (0 %) 0 km² es agua.

## Demografía
Según el censo de 2010, había 179 personas residiendo en el municipio de Palmyra. La densidad de población era de 1,91 hab./km². De los 179 habitantes, el municipio de Palmyra estaba compuesto por el 97,21 % blancos, el 1,12 % eran amerindios, el 1,12 % eran de otras razas y el 0,56 % eran de una mezcla de razas. Del total de la población el 2,79 % eran hispanos o latinos de cualquier raza.